# CD47

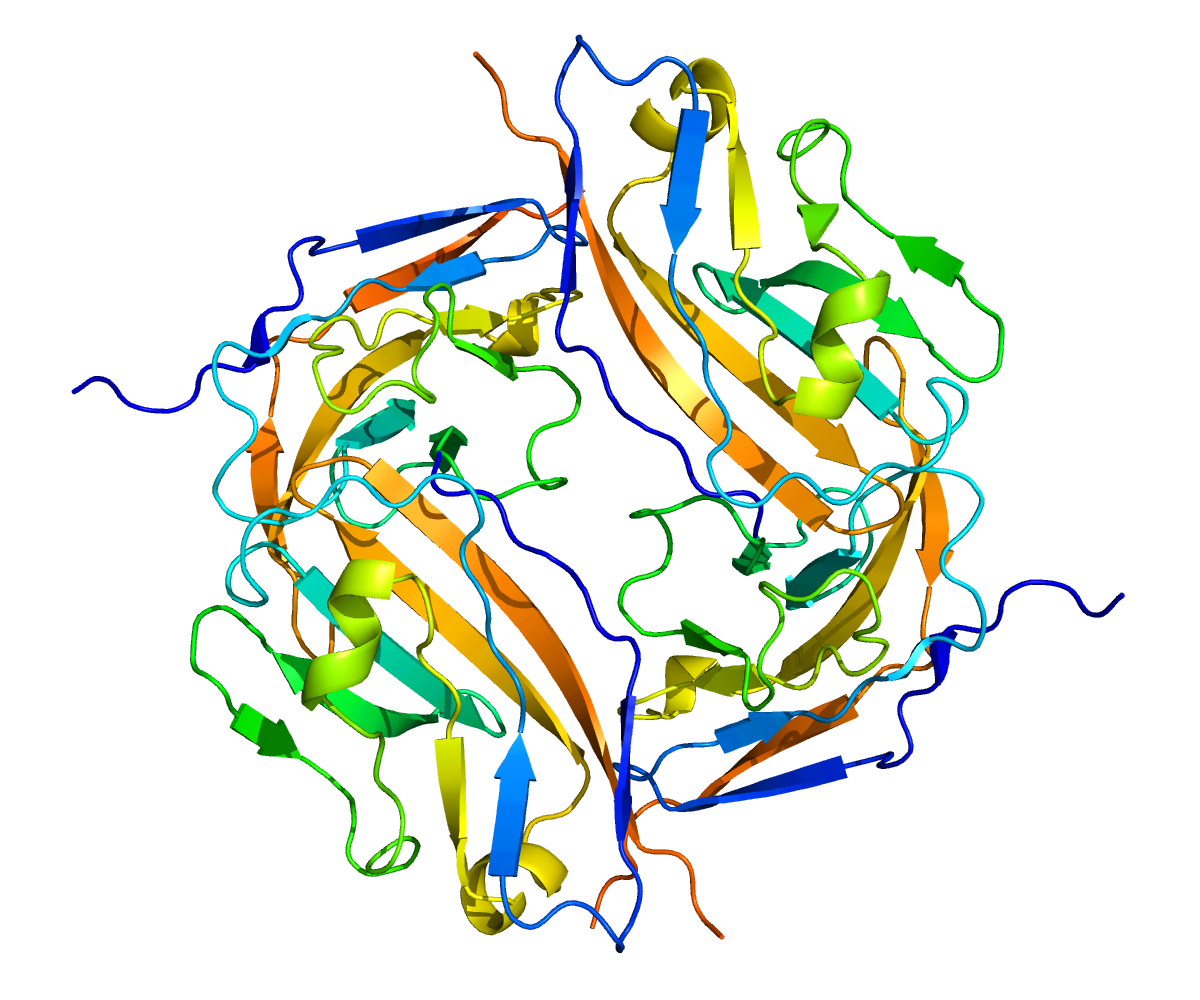
Struktura bílkoviny CD47

CD47 (Cluster of Differentiation 47) také známý pod názvem „integrin associated protein“ (IAP, s integriny asociovaný protein) je pětkrát transmembránový protein kódovaný u lidí genem CD47. CD47 patří do nadrodiny a tvoří funkční celek s membránovými integriny, dále váže trombospondin-1 (TSP-1) a signalizační-regulační protein alfa (SIRPα). Díky schopnosti tvořit vazbu CD47-SIRPα slouží CD47 jako tzv. „don't eat me“ signál.
CD47 je funkčně důležitý pro mnoho buněčných procesů jakými jsou např. apoptóza, proliferace, adheze a migrace. Především je však klíčový pro imunitní odpověď a angiogenezi. CD47 je exprimován na všech zdravých buňkách lidského těla a zároveň byla jeho zvýšená exprese zjištěna u buněk nádorových. Kromě toho byla zjištěna jeho exprese i u koňských nádorů kůže.

## Struktura
CD47 je 50kDa membránový receptor, který má extracelulární N-koncovou imunoglobulinovou doménu, 5 transmembránových úseků a intracelulárně orientovaný C-konec, který se může vyskytovat v několika alternativních sestřihových variantách. Tyto jednotlivé isoformy se od sebe vzájemně liší pouze délkou C-koncové oblasti. Izoforma č. 2 je v lidském těle nejrozšířenější a vyskytuje se v cirkulujících imunitních buňkách. Druhá nejčastější je izoforma č. 4 exprimovaná především v mozku a periferním nervovém systému, s výjimkou keratinocytů, které exprimují izoformu č. 1. Funkční význam alternativního sestřihu nebyl v případě CD47 zatím popsán, ačkoliv jednotlivé izoformy jsou vysoce konzervované jak u člověka, tak u myši.

## Interakce s vazebnými partnery

### Trombospondin (TSP)
CD47 je vysoko-afinní receptor pro trombospondin-1 (TSP-1), sekretovaný glykoprotein hrající roli ve vývoji vaskulary a angiogenezi, během níž TSP1-CD47 vazba inhibuje signalizaci NO. Vazba TSP-1 s CD47 ovlivňuje základní děje v buňce, jako jsou například adheze, migrace, apoptóza a buněčná proliferace a podílí se na řízení angiogeneze a zánětu.

### Signal-regulatory protein (SIRP)
CD47 tvoří vazbu se SIRPA (signal-regulatory protein alpha, SIRPα) proteinem, což je inhibiční receptor na povrchu myeloidních buněk. CD47-SIRPα vazba vede k obousměrné signalizaci, která vede uvnitř myeloidní buňky skrze ITIM motivy SIRPα proteinu k zablokování fagocytického pohlcení buňky nesoucí CD47. Zároveň tato interakce aktivuje T-buněk.

### Integriny
CD47 interaguje s membránovými integriny, zejména s typem avb3. Takto vzniklé komplexy se podílí na buněčné adhezi a migraci.

## Funkce

### Nádorové buňky
Navzdory všeobecné expresi CD47 se signalizace skrze tento protein liší v závislosti na buněčném typu. Výsledek signalizace skrze CD47 je tedy ovlivněn jeho intracelulárními a transmembránovými partnery.

#### Buněčná proliferace
Role CD47 ve stimulaci proliferace je taktéž závislá na buněčném typu, neboť jak aktivace, tak ztráta CD47 mohou vést k zahájení proliferace buňky. Vazba CD47 s TSP-1 zvyšuje proliferaci lidských buněk astrocytomové linie U87 a U37, ačkoliv u zdravých astrocytů tento efekt nenastává. U stejných buněk bylo dokázáno, že blokující protilátky inhibují proliferaci nádorových, nikoliv zdravých astrocytů. Ačkoliv přesný mechanismus je neznámý, CD47 zřejmě aktivuje proliferaci skrze PI3K/Akt dráhu u nádorově transformovaných buněk.
K přetrvávající proliferaci také vede ztráta CD47 u primárních endoteliálních buněk myši, a zároveň dovoluje přeprogramovat tyto buňky na multipotentní tělíska embryonálního charakteru. Exprese kmenových znaků, jako je například c-Myc, je zvýšena u endoteliálních buněk v deletovaných CD47 a u lidských T-buněčných linií postrádajících expresi CD47. Aktivace CD47 vazbou TSP-1 inhibuje proliferaci a snižuje expresi transkripčních faktorů zodpovědných za kmenový charakter.

#### Buněčná smrt
Signalizace skrze CD47 vede k iniciaci buněčné smrti (apoptózy, či autofágie) v mnoha zdravých i nádorových buněčných liniích. K rychlé aktivaci apoptózy tak dochází u lidských T-buněčných linií, linie Jurkat a periferní mononukleární buňky (PBMC) inkubované s monoklonální protilátkou klonu Ad22 přejdou do apoptotického stavu během 3 hodin. Jiné klony protilátek však tento efekt neprokázaly. Indukce apoptózy je tedy závislá na blokování pouze určitých epitopů extracelulární domény CD47.
Indukce apoptózy byla prokázány i u B-buněčné chronické lymfocytární leukémie (CLL). Inkubace s dimerem protilátek spojeným disulfidickou vazbou opouští apoptózu CD47+ primárních buněk B-CLL a buněk linie MOLT-4 a JOK-1. Navíc vnesení protilátky do SCID myši po implantaci JOK-1 buněk prodlouží její věk dožití. Spuštění apoptózy je v tomto modelu ovlivněno HIF-1α dráhou.

#### Migrace
Buněčná migrace je ligací CD47 všeobecně stimulována. Význam CD47 pro migraci byl zprvu studován na neutrofilech, u kterých inkubace s monoklonální protilátkou inhibovala transmigraci endotelem. Tento jev je způsoben integriny avb3, které jsou aktivovány proteinem CD47 na plazmatické membráně.
Blokování CD47 protilátkou zabraňuje migraci a tvorbě metastáz u mnoha nádorů. Lze tak zabránit chemotaxi vyvolané kolagenem IV u melanomů, karcinomu prostaty a ovária. V myším modelu násobného melanomu dochází ke snížení metastatického potenciálu do kostní dřeně u myší s knock-outovaným CD47. Stejně tak delece CD47 pomocí shRNA u myší s xenotransplantovaným non-Hodgkinovým lymfomem snižuje výskyt.

### Buňky stromatu

#### Angiogeneze
Ztráta CD47 zvyšuje proliferaci a asymetrické dělení primárních myších endoteliálních buněk. Aktivace CD47 pomocí TSP-1 u primárních myších cerebrálních endoteliálních buněk indukuje cytotoxicitu, která je významně nižší u cerebrálních endoteliálních buněk s deletovaným CD47. In vitro bylo aktivací TSP-1, která inhibovala migraci endoteliálních buněk, dokázáno, že CD47 tlumí angiogenezi. Mechanismus anti-angiogenní aktivity CD47 není zatím známý, ale monoklonální protilátky v kombinaci s TSP-1 inhibují NO-stimulované reakce u endoteliálních buněk a buněk hladkého svalstva cév. CD47 signalizace ovlivňuje SDF-1 chemokinovou dránu, která je zásadní pro angiogenezi.

#### Zánětlivá odpověď
Interakce mezi CD47 na endoteliální buňce a SIRPγ na leukocytu regulují T-buněčnou transendoteliální migraci (TEM) v místech zánětu. CD47 knockout myši mají nižší schopnost rekrutovat T-buňky, neutrofily a monocyty do míst zánětu.
CD47 také slouží jako tzv. self-marker u myších erytrocytů, kde zabraňuje jejich fagocytóze. Erytrocyty postrádající CD47 jsou ihned odstraněny makrofágy. Myší hematopoietické kmenové buňky (HSCs) přechodně zvyšují expresi CD47 během migratorní fáze, což zabraňuje pohlcení makrofágem in vivo.
Podobně se i nádorové buňky vyhýbají odstranění fagocytickými buňkami z těla zvýšenou expresí CD47. CD47 je například exprimován ve zvýšené míře na kmenových buňkách nádoru močového měchýře (CSCs). Zablokování CD47 monoklonální protilátkou vede k pohlcení nádorových buněk makrofágem. Exprese CD47 je také zvýšena u myeloidní leukémie a u dalších pevných i krevních nádorových onemocnění, kde napomáhá ochraně nádoru před imunitním systémem.

## Klinický význam
CD47 byl nejprve objeven jako nádorový antigen u karcinomu ovária 80. letech 20. století. Od té doby bylo zjištěno, že je exprimován u mnohých dalších nádorů včetně akutní myeloidní leukémie, chronické myeloidní leukémie, non-Hodgkinovského lymfomu, násobného myelomu, nádoru močového měchýře, a u dalších pevných nádorů. CD47 je také hojně exprimován u nádorů mozku dětí i dospělých. Vysoká exprese CD47 umožňuje nádoru vyhnout se fagocytóze navzdor vysoké expresi kalretikulinu, který je jedním z pro-fagocytických signálů. za to je zodpovědná signalizace skrze vazbu CD47-SIRPA a aktivace inhibičních ITIM motivů ve fagocytující buňce.

### Terapeutický cíl
Odblokování fagocytózy nádorových buněk anti-CD47 monoklonální protilátkou aktivuje zároveň i silnou T-buněčnou protinádorovou odpověď. Terapie zablokováním CD47 má tedy dvojí účinek, kdy kromě aktivace fagocytózy, mechanismu vrozeného imunitního systému, aktivuje nádorově-specifické lymfocyty tak, že rozpoznají a budou aktivovány nádorovými antigeny. Humanizovaná anti-CD47 protilátka dnes prochází klinickým testováním jako terapeutikum pro řadu krevních i pevných nádorů.